# Parmelia adaugescens
Parmelia adaugescens är en lavart som beskrevs av Nyl. Parmelia adaugescens ingår i släktet Parmelia och familjen Parmeliaceae.   Inga underarter finns listade i Catalogue of Life.